# Friedrich von der Schulenburg
Friedrich Bernhard Karl Gustav Ulrich Erich Graf von der Schulenburg, född 21 november 1865 i Bobitz, död 19 maj 1939 i Sankt Blasien, var en tysk general i kavalleriet och nazistisk politiker. I slutet av första världskriget dekorerades han med Pour le Mérite med eklöv.

## Biografi
von der Schulenburg var mellan 1902 och 1906 militärattaché i London. Han stred i första världskriget och entledigades 1920 från aktiv tjänst som generalmajor.
Under 1920-talet gav sig von der Schulenburg in i politiken och blev 1925 riksdagsledamot för Deutschnationale Volkspartei (DNVP). År 1931 blev han medlem av Nationalsocialistiska tyska arbetarepartiet (NSDAP) och två år senare gick han med i Sturmabteilung (SA). Från 1933 var han riksdagsledamot för NSDAP och blev inom SA rådgivare i militära frågor. År 1934 överflyttades han på egen begäran från SA till Schutzstaffel (SS), inom vilket han uppnådde tjänstegraden Gruppenführer.
von der Schulenburg avled 1939. Vid hans begravning var Adolf Hitler personligen närvarande.

## Familj
Friedrich von der Schulenburg var gift med Freda-Marie von Arnim (1873–1939). Paret fick sex barn:
- Johann Albrecht (1898–1944)
- Wolf-Werner (1899–1944)
- Adolf-Heinrich (1901–1940)
- Fritz-Dietlof (1902–1944)
- Elisabeth (1903–2001)
- Wilhelm (1904–1936)